# Aksishjort
Axishjort (Axis axis) er en art i familien hjorte, som lever i Indien, det sydlige Nepal og i Sri Lanka, hvor den lever i åbent terræn og i områder med lav vegetation (buske mv). Den har en rødbrun pels med hvide prikker.